# Wilhelm Hagen (Biologe)

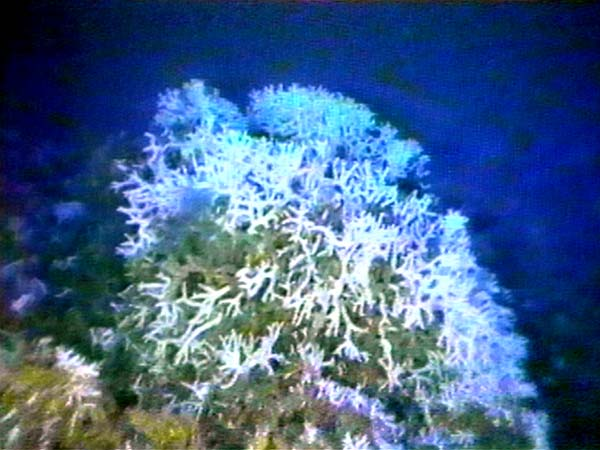
Hagen beschäftigt sich u. a. mit Kaltwasserkorallen, die eine wichtige Kinderstube vieler Fische in subpolaren Regionen darstellen. Hier Oculina varicosa an der Küste Floridas

Wilhelm Hagen ist ein deutscher Biologe und Professor für Marine Zoologie an der Universität Bremen.

## Leben
Wilhelm Hagen studierte an der Christian-Albrechts-Universität zu Kiel Meeresbiologie. 1988 wurde er mit der Arbeit Zur Bedeutung der Lipide im antarktischen Zooplankton promoviert.

## Arbeit
Hagen und seine Arbeitsgruppe arbeiten zur Ökologie des arktischen Zoo- und Phytobenthos und beschäftigen sich mit der Biodiversität der Tiefsee. Viele Forschungsunternehmungen finden in Zusammenarbeit mit dem Alfred-Wegener-Institut Bremerhaven statt. Hagen arbeitet unter anderem zusammen mit Juliane Filser, Thomas Hoffmeister, Hans Konrad Nettmann und Martin Diekmann.
Hagen lehrt Marine Zoologie an den Biologie-Studiengängen der Universität Bremen und im Master-Kurs des Zentrums für Marine Tropenökologie.

## Veröffentlichungen
- mit Gotthilf Hempel, Kai Bischof (Hrsg.): Faszination Meeresforschung. Ein ökologisches Lesebuch. Springer Verlag Berlin 2017, ISBN 978-3-662-49714-2